# تاپاژوس
تاپاژوس (به پرتغالی: Tapajós) رودی است به طول ۸۰۰ کیلومتر که در مرز ایالات ماتوگروسوُ پرا و آمازون در برزیل شمالی جاری می‌باشد و به سوی شمال شرقی جریان می‌یابد و در سانتارم وارد رود آمازون می‌شود.